# Ficus cynaroides
Ficus cynaroides är en mullbärsväxtart som beskrevs av Edred John Henry Corner. Ficus cynaroides ingår i släktet fikonsläktet, och familjen mullbärsväxter. Inga underarter finns listade i Catalogue of Life.